# 中国分
中国分（なかこくぶん）は千葉県市川市にある地名。現行行政地名は中国分一丁目から中国分五丁目。郵便番号は272-0835。

## 地理
市川市北部に位置する。地域内は住宅街となっているほか、じゅん菜池緑地、住友金属研究所、千葉商科大学付属高等学校が置かれる。
一丁目に市立中国分小学校、二丁目に市川中国分郵便局、千葉商科大付属高校、三丁目に国府台自動車学校、住友金属鉱山市川研究所、四丁目から五丁目にかけてじゅん菜池緑地がある。
東・南は国分、西は国府台、北は北国分・堀之内と接している。

### 地価
住宅地の地価は、2014年（平成26年）1月1日の公示地価によれば、中国分4-1-23の地点で15万1000円/m2となっている。

## 歴史

### 沿革
- 1869年（明治2年） - 葛飾県葛飾郡国分村となる。
- 1871年（明治4年） - 廃藩置県、県の統合により印旛県葛飾郡国分村となる。
- 1873年（明治6年） - 県の統合及び、郡の分割により千葉県東葛飾郡国分村となる。
- 1889年（明治22年） - 東葛飾郡須和田村、曽谷村、稲越村、下貝塚村と合併し、東葛飾郡五常村大字国分となる。
- 1890年（明治23年）5月23日 - 五常村が国分村に村名を変更。東葛飾郡国分村大字国分となる。
- 1934年（昭和9年）11月3日 - 市川町、八幡町、中山町と合併、市制施行。市川市大字国分となる。
- 1951年（昭和26年）12月1日 - 市内の大字を町に変更。それに伴い、市川市中国分町となる。
- 1971年（昭和46年）9月29日 - 住居表示施行。市川市中国分一丁目 - 五丁目となる。

### 地名の由来
旧大字国分の中央に位置することより。国分は、当地に置かれた「下総国分寺」から。

## 世帯数と人口
2017年（平成29年）9月30日現在の世帯数と人口は以下の通りである。
| 丁目         | 世帯数    | 人口    |
| ------------ | --------- | ------- |
| 中国分一丁目 | 385世帯   | 965人   |
| 中国分二丁目 | 481世帯   | 1,164人 |
| 中国分三丁目 | 679世帯   | 1,683人 |
| 中国分四丁目 | 610世帯   | 1,453人 |
| 中国分五丁目 | 863世帯   | 1,977人 |
| 計           | 3,018世帯 | 7,242人 |

## 小・中学校の学区
市立小・中学校に通う場合、学区は以下の通りとなる。
| 丁目         | 番地            | 小学校               | 中学校               |
| ------------ | --------------- | -------------------- | -------------------- |
| 中国分一丁目 | 全域            | 市川市立中国分小学校 | 市川市立東国分中学校 |
| 中国分二丁目 | 全域            | 市川市立中国分小学校 | 市川市立第一中学校   |
| 中国分三丁目 | 1～16番         | 市川市立中国分小学校 | 市川市立第一中学校   |
| 中国分三丁目 | 17～19番        | 市川市立中国分小学校 | 市川市立東国分中学校 |
| 中国分四丁目 | 全域            | 市川市立国府台小学校 | 市川市立第一中学校   |
| 中国分五丁目 | 7～10番         | 市川市立国府台小学校 | 市川市立第一中学校   |
| 中国分五丁目 | 1～6番 11～39番 | 市川市立中国分小学校 | 市川市立第一中学校   |

## 施設
- 市川市立中国分保育園
- 国府台文化幼稚園
- 市川市立中国分小学校
- じゅん菜池緑地
- 市川中国分郵便局
- 千葉商科大学付属高等学校
- 国府台自動車学校
- 住友金属鉱山市川研究所